# (131186) Pauluckas
(131186) Pauluckas est un astéroïde de la ceinture principale.

## Description
(131186) Pauluckas est un astéroïde de la ceinture principale. Il fut découvert le 16 février 2001 à Nogales par Paulo R. Holvorcem et Michael Schwartz. Il présente une orbite caractérisée par un demi-grand axe de 2,71 UA, une excentricité de 0,12 et une inclinaison de 4,5° par rapport à l'écliptique.

## Compléments